# Ribitol
Ribitol, také nazývaný adonitol, je cukerný alkohol odvozený od ribózy. Přirozeně se vyskytuje v hlaváčku jarním, stejně jako v buněčných stěnách některých grampozitivních bakterií, kde je jeho fosfát součástí teichoových kyselin. Je také součástí chemické struktury riboflavinu a flavinmononukleotidu (FMN), nukleotidového koenzymu v mnoha enzymech, souhrnně nazývaných flavoproteiny.